# Koromíslovka
Koromíslovka (en rus: Коромысловка) és un poble de l'óblast d'Uliànovsk, a Rússia, que el 2018 tenia 916 habitants. Pertany al districte municipal de Kuzovàtovo.